# Jacek Saryusz-Wolski
Jacek Emil Saryusz-Wolski (n. 19 septembrie 1948, Łódź, Polonia) este un om politic polonez, membru al Parlamentului European în perioada 2004-2009 din partea Poloniei.